# Акт Тейлора Форса
Акт Тейлора Форса — акт Конгресса США, направленный на сокращение американской экономической помощи Палестинской автономии (ПА) до тех пор, пока ПА не прекратит производить через свой Фонд шахидов выплаты осуждённым в Израиле террористам, а также пенсии семьям погибших террористов. Акт был подписан президентом США Дональдом Трампом 23 марта 2018 г., значительно сократив финансовую помощь ПА со стороны США. Через несколько месяцев США также прекратили финансирование агентства ООН по палестинским беженцам (БАПОР).
В феврале 2019 г. США подтвердили, что прекратили финансирование Агентством США по международному развитию палестинских структур Западного Берега и сектора Газа в связи с новым антитеррористическим законодательством. Закон о разъяснении мер по борьбе с терроризмом 2018 года (ATCA, PL 115—253), принятый Конгрессом и подписанный Трампом 3 октября 2018 г., вступил в силу в феврале 2019 г. и позволяет американцам подавать в суды США на тех, кто использует иностранную помощь США для участия в «военных действиях». По просьбе ПА, связанной с опасением подобных исков, США прекратили предоставлять службам безопасности ПА помощь в размере более 60 миллионов долларов в год.

## Предыстория
Законопроект был назван в честь убитого палестинским террористом американского гражданина Тейлора Форса, уроженца Лаббока, штат Техас. Тейлор окончил в 2009 г. Военный институт Нью-Мексико и Вест-Пойнт, после чего служил офицером в армии США. После завершения службы он поступил в Высшую школу менеджмента Оуэна Вандербильтского университета для обучения на степень MBA, и в 2016 г. приехал в Израиль в составе исследовательской группы, изучавшей глобальное предпринимательство.
Тейлор Форс был убит 8 марта 2016 г. в результате ножевого теракта, в результате которого были ранены ещё одиннадцать человек. Поскольку убийца погиб во время совершения террористического акта, родственникам убийцы ПНА выплачивает ежемесячную пенсию, в несколько раз превышающую среднемесячную заработную плату палестинцев. Такие пенсии, выплачиваемые Фондом шахидов ПА, являются частью политики ПА по выплате зарплат и пособий террористам и их семьям.

## Обсуждение и принятие
Законопроект выдвинули в 2016 г. в США сенаторы-республиканцы Линдси Грэм (от Южной Каролины), Дэн Коутс (от Индианы) и Рой Блант (от штата Миссури). Он был одобрен 3 августа 2017 г. комитетом Сената США по международным отношениям 16 голосами против 5.
Законопроект, принятый 23 марта 2018 г., направлен на прекращение американской помощи Палестинской автономии, если ПНА не прекратит выплаты террористам и их семьям, включая семьи подрывников-смертников. Демократы, изначально не хотевшие поддерживать законопроект, ссылаясь на необходимость выплат для поддержания стабильности на Западном Берегу, в 2017 г. склонились к частичной поддержке законопроекта. Однако, по инициативе сенатора-демократа Тима Кейна, в законопроект был внесен параграф о создании специального фонда, в который будут перечисляться средства, недоплаченные ПНА. Эти средства планируется выплатить ПНА через год после того, как она сумеет доказать, что прекратила финансировать террористов.

## Последствия
В целом, Палестинская администрация, несмотря на соответствующие вычеты из сумм ежегодного финансирования, проигнорировала Акт Тейлора Форса и продолжила свою политику финансирования терроризма. В свою очередь, администрация Джо Байдена не стала настаивать на прекращении этой политики. Обеспечив себе отдельным запросом в Министерство финансов исключение, позволяющее обходить антитеррористическое законодательство, администрация Байдена продолжила перечисление сотен миллионов долларов в качестве помощи сектору Газа, несмотря на имевшиеся опасения, что средства могут попасть в руки ХАМАС и других террористических организаций.
Перечисление администрацией Байдена этих средств в обход Акта Тейлора Форса через палестинские НКО (в первую очередь, БАПОР) повлекло за собой в 2022 году судебный иск против администрации Байдена со стороны семей жертв палестинского терроризма, включая Стюарта и Робби Форс, родителей Тейлора, убитого в теракте в Яффо; к истцам также присоединился член Палаты представителей США от республиканцев Ронни Джексон. В иске утверждается, что администрация перевела почти полмиллиарда долларов американских налогоплательщиков «к непосредственной выгоде и поддержке Палестинской администрации», признавая при этом, что та по-прежнему реализует свою политику поощрения терактов против жителей и гостей Израиля. 10 октября 2023 года федеральный судья в штате Техас распорядился начать этап сбора и исследования доказательств по делу.